# ليشوي
ليشوي (بالصينية: 丽水) وهي مدينة تقع في الصين وفي شمال شرق جيجيانغ لها حدود مع مدن كو زهو وجينهوا وتاي زهو من الشمال و وينزهو من الجنوب الشرقي ومحافظة فوجيان من الجنوب الغربي تلقب المدينة بالمياه الجميلة ويبلغ عدد سكانها 2,506,600 نسمة وتبلغ مساحتها 17,298 كلم مربع.